# 月曜爆笑スペシャル
『月曜爆笑スペシャル』（げつようばくしょうスペシャル）は、1981年5月4日から同年12月7日までテレビ東京（1981年9月までは東京12チャンネル）が編成していた単発特別番組枠である。全18回。
お笑い番組に特化した放送枠であるが、直前の時間帯に放送されていた『紳竜のコケてたまるか』とともに、最終回を迎えた。

## 編成時間
いずれも日本標準時。
- 月曜 19:00 - 20:54 （1981年5月4日 - 1981年9月21日）
- 月曜 19:30 - 20:54 （1981年10月12日 - 1981年12月7日） - 19:00から『紳竜のコケてたまるか』を放送するために30分縮小。

## 放送番組

### 114分枠時代
1. 桂三枝のお笑い子供の日
2. 漫才ライブショー (I)
3. 漫才ライブショー (II)
4. フィーバー夜の祭典（漫才とディスコ）
5. 輝け・世界BUSU大賞決定戦
6. 激突水上大相撲
7. これがザ・ぼんちの仲間意識だァ!
8. お笑いスター水上激突（『アイドル水泳大会』のお笑い版）
9. お笑いスター弁論大会
10. ほとんど完璧!爆笑ギャグマジック!!

### 84分枠時代
1. 第2回世界BUSU大賞決定戦!
2. ザ・ぼんちの日米対抗おんな相撲秋場所
3. お笑いオールスター秋の珍記録大決戦!!
4. ほとんど完璧 爆笑ギャグライブ
5. 第2回お笑いオールスター弁論大会
6. 第2回笑ってよりきり 激突!水上大相撲
7. 突撃！スターなんでも入門

（参考：下野新聞 ラジオ・テレビ欄）